# Giovanni Francesco Grimaldi

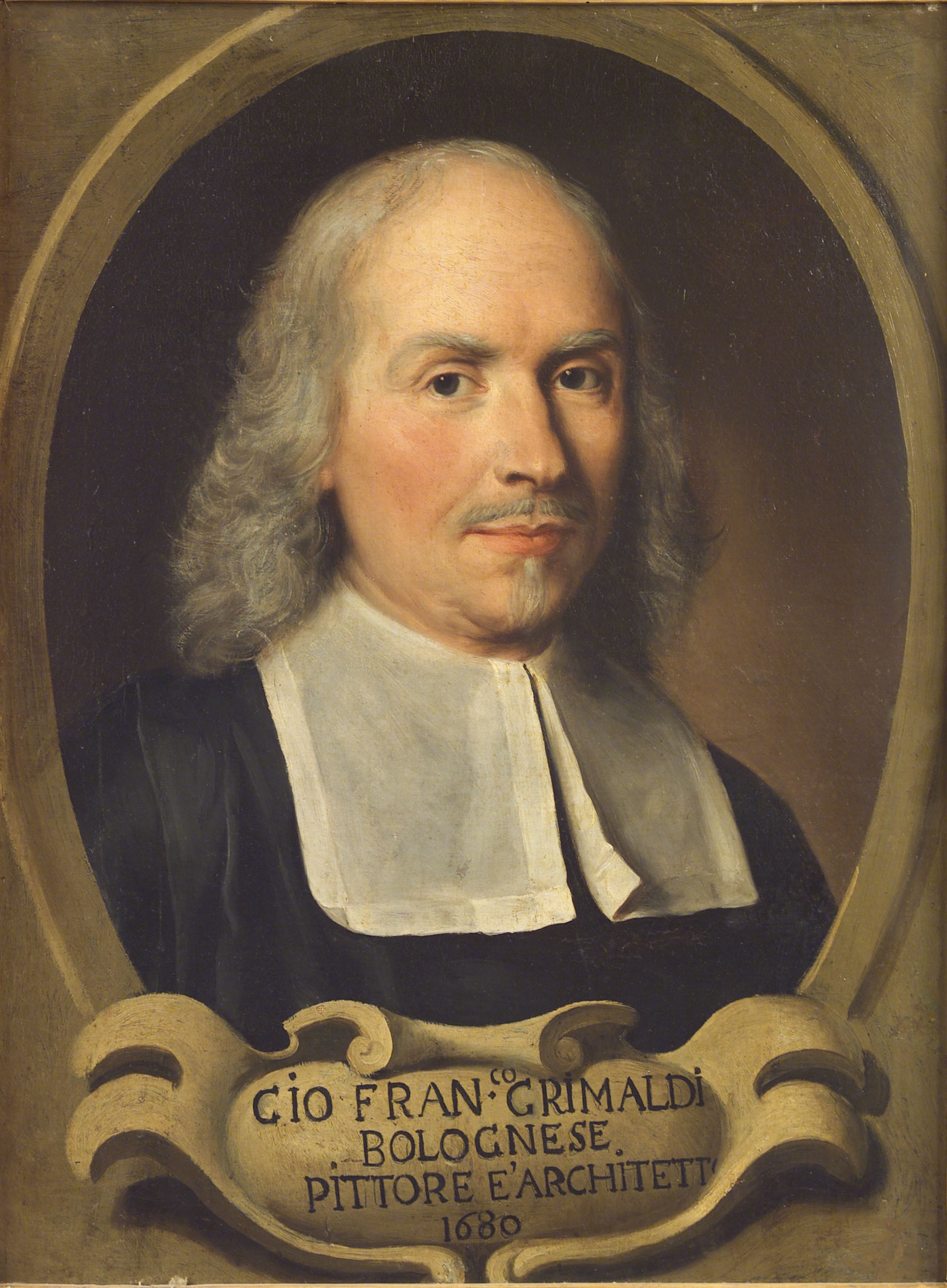
Giovanni Francesco Grimaldi

Giovanni Francesco Grimaldi (* 1606 in Bologna; † 28. November 1680 in Rom) war ein italienischer Architekt und Maler.

## Leben

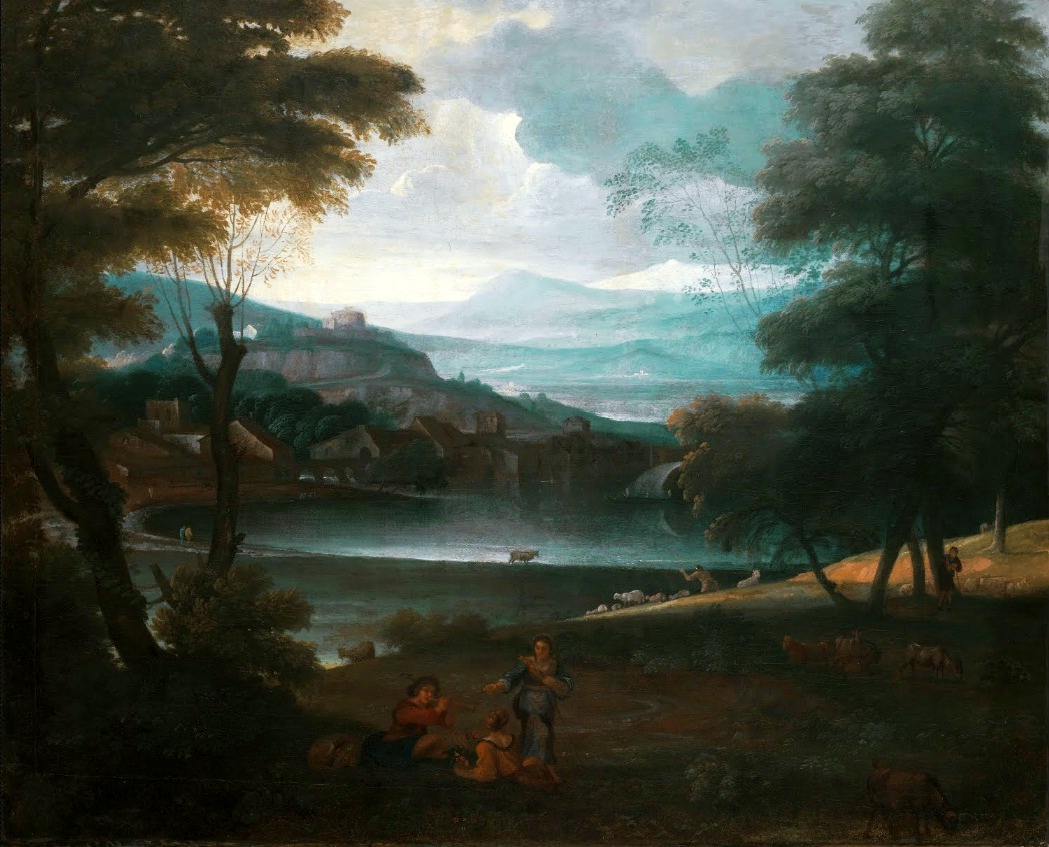
Landschaftsdarstellung von Grimaldi

Grimaldi, der nach seinem Geburtsort auch Der Bologneser genannt wurde, erhielt seine erste Ausbildung im Umfeld der mit ihm verwandten Malerfamilie Carracci und danach bei Francesco Albani. Ungefähr 1626 zog er nach Rom, wo er als Architekt des Papstes Innozenz X. und als Maler tätig war. 1644 bis 1652 errichtete er zusammen mit Alessandro Algardi die Villa Doria Pamphilj. In der Kirche Santa Maria dell’Anima sind von ihm geschaffene Fresken erhalten. Von 1649 bis 1651 arbeitete er mit Giovanni Francesco Romanelli im Auftrag König Ludwigs XIV. und des Kardinals Mazarin in Paris, namentlich für mehrere Säle des Louvre. Nach seiner Rückkehr nach Rom wurde er dort Leiter der Accademia di San Luca. Die Päpste Alexander VII. und Clemens IX. waren ebenfalls seine Gönner.
Seine landschaftlichen Darstellungen dekorativen Charakters zeichnen sich durch edle Komposition, kräftiges Kolorit, breiten, großen Baumschlag, gesättigten, zwar etwas dunkeln, aber klaren Ton aus. In Rom befinden sich noch zahlreiche Gemälde Grimaldis in der Galerie des Belvedere und im Quirinal, andere im Louvre.